# Sigdal
Sigdal es un municipio en la provincia de Buskerud, Noruega. Su centro administrativo es el pueblo de Prestfoss. El municipio de Sigdal fue establecido el 1 de enero de 1838. El área de Krødsherad fue separado de Sigdal el 1 de enero de 1901. El municipio tiene límites en común con los municipios de Flå, Krødsherad, Modum, Øvre Eiker, Flesberg, Rollag y Nore og Uvdal. Tiene una población de 3520 habitantes según el censo de 2015.
La mayor parte de los ciudadanos viven en Eggedal o Prestfoss. Sigdal está densamente poblada, dominado por montañas y valles. Alrededor del 72 % de la superficie está cubierta con bosque, 20 % es área montañosa y el 4 % restante está cultivada. La agricultura, la silvicultura y la empresa productora de cocinas de Sigdal Kjøkken aún son importantes industrias.